# Liste der Kulturdenkmäler in Käshofen
In der Liste der Kulturdenkmäler in Käshofen sind alle Kulturdenkmäler der rheinland-pfälzischen Ortsgemeinde Käshofen aufgeführt. Grundlage ist die Denkmalliste des Landes Rheinland-Pfalz (Stand: 31. August 2023).

## Einzeldenkmäler
| Bezeichnung                           | Lage                           | Baujahr                  | Beschreibung | Bild                           |
| ------------------------------------- | ------------------------------ | ------------------------ | --- | ------------------------------ |
| Brunnen                               | Friedhofstraße, bei Nr. 5 Lage | 18. oder 19. Jahrhundert | Ziehbrunnen, Sandstein, 18. oder 19. Jahrhundert | BW                             |
| Hofanlage                             | Friedhofstraße 6 Lage          | ab 1870                  | spätklassizistischer Putzbau, 1895; Gesamtanlage mit ehemaligem Wirtschaftsgebäude, 1870                                                                             | BW                             |
| Quereinhaus                           | Hauptstraße 3 Lage             | 1811                     | Quereinhaus, bezeichnet 1811 | BW                             |
| Quereinhaus                           | Hauptstraße 5 Lage             | 19. Jahrhundert          | eingeschossiges Quereinhaus, 19. Jahrhundert | BW                             |
| Quereinhaus                           | Hauptstraße 20 Lage            | 1835                     | Quereinhaus, bezeichnet 1835 | BW                             |
| Brunnen                               | Hauptstraße, bei Nr. 27 Lage   | 18. oder 19. Jahrhundert | Ziehbrunnen, Sandstein, 18. oder 19. Jahrhundert | Fotos hochladen                |
| Quereinhaus                           | Höhenstraße 33 Lage            | 1845                     | klassizistisches Quereinhaus, bezeichnet 1845 | BW                             |
| Quereinhaus                           | Ringstraße 16 Lage             | 1841                     | Quereinhaus, 1841 eingeschossig erbaut, 1912 aufgestockt | BW                             |
| Waldlandschaftspark Schloss Karlsberg | westlich des Ortes Lage        | 1776                     | ehemalige Karlslust; auf rheinland-pfälzischem Gebiet erhaltene Reste der ab 1776 angelegten und 1793 zerstörten barocken Gartenanlage der ehemaligen Landesresidenz | weitere Bilder Fotos hochladen |